# یوریکا رودهاوس، آلاسکا
یوریکا رودهاوس (به انگلیسی: Eureka Roadhouse) یک منطقهٔ مسکونی در ایالات متحده آمریکا است که در روستای ماتانوسکا ساستینا واقع شده‌است. یوریکا رودهاوس ۴۸۶٫۷ کیلومتر مربع مساحت و ۲۹ نفر جمعیت دارد و ۱٬۰۰۲ متر بالاتر از سطح دریا واقع شده‌است.